# Gibanica
Gibanica (em sérvio:  гибаница, ˈɡibanit͡sa) é um prato tradicional de pastelaria popular em todos os Países Balcânicos, geralmente feito com queijo cottage e ovos. As receitas podem variar de doces a salgadas, e de bolos simples a festivos e elaborados com várias camadas.
Derivado do verbo servo-croata gibati (гибати) que significa “dobrar; balançar; embalar”, o prato foi mencionado no Dicionário da língua sérvia de Vuk Stefanović Karadžić em 1818 e por um padre esloveno Jožef Kosič em 1828, onde foi descrito como um bolo esloveno especial que é “obrigatório em festividades de casamento e também é servido aos trabalhadores depois de terminar um grande projeto”. É um tipo de strudel em camadas, uma combinação de influências turcas e austríacas em diferentes culinárias da antiga Iugoslávia. Atualmente, as versões desse bolo podem ser encontradas na Eslovênia, Croácia, Sérvia, Bósnia, Macedônia do Norte e outras regiões da antiga Iugoslávia. Variantes desse rico strudel em camadas são encontradas na Hungria, Bulgária, Grécia, Turquia e Síria.
Às vezes, Gibanica também pode se referir a um bolo de rolo de nozes, um pão doce com uma espiral de pasta de nozes enrolada em seu interior.

## Etimologia
No vocabulário da Academia Iugoslava, bem como no dicionário etimológico de línguas eslavas, a palavra gibanica é um derivado do verbo servo-croata gíbati (гибати), que significa “dobrar; balançar; embalar”. Há também derivados, como a palavra gibaničar (гибаничар) - aquele que faz gibanica, aquele que adora comer gibanica e aquele que sempre se impõe como convidado e às custas de outra pessoa. Alguns acreditam que a palavra gibanica, na verdade, vem do árabe egípcio gebna (جبنة), um tipo de queijo branco macio e salgado usado na fabricação de gibanica.

## Preparação
A receita original da gibanica incluía massa filo tradicionalmente caseira e queijo de leite de vaca. O queijo caseiro pode ser feta ou sirene. A torta é geralmente feita como gužvara (torta amassada), de modo que a massa filo no meio é amassada e recheada. Além do queijo, o recheio contém ovos, leite, kaymak, banha de porco, sal e água. Além disso, o recheio pode incluir espinafre, carne, urtiga, batata e cebola. Para acelerar o preparo, pode-se usar massa filo comprada e óleo de girassol ou azeite de oliva em vez de banha.

## Variantes

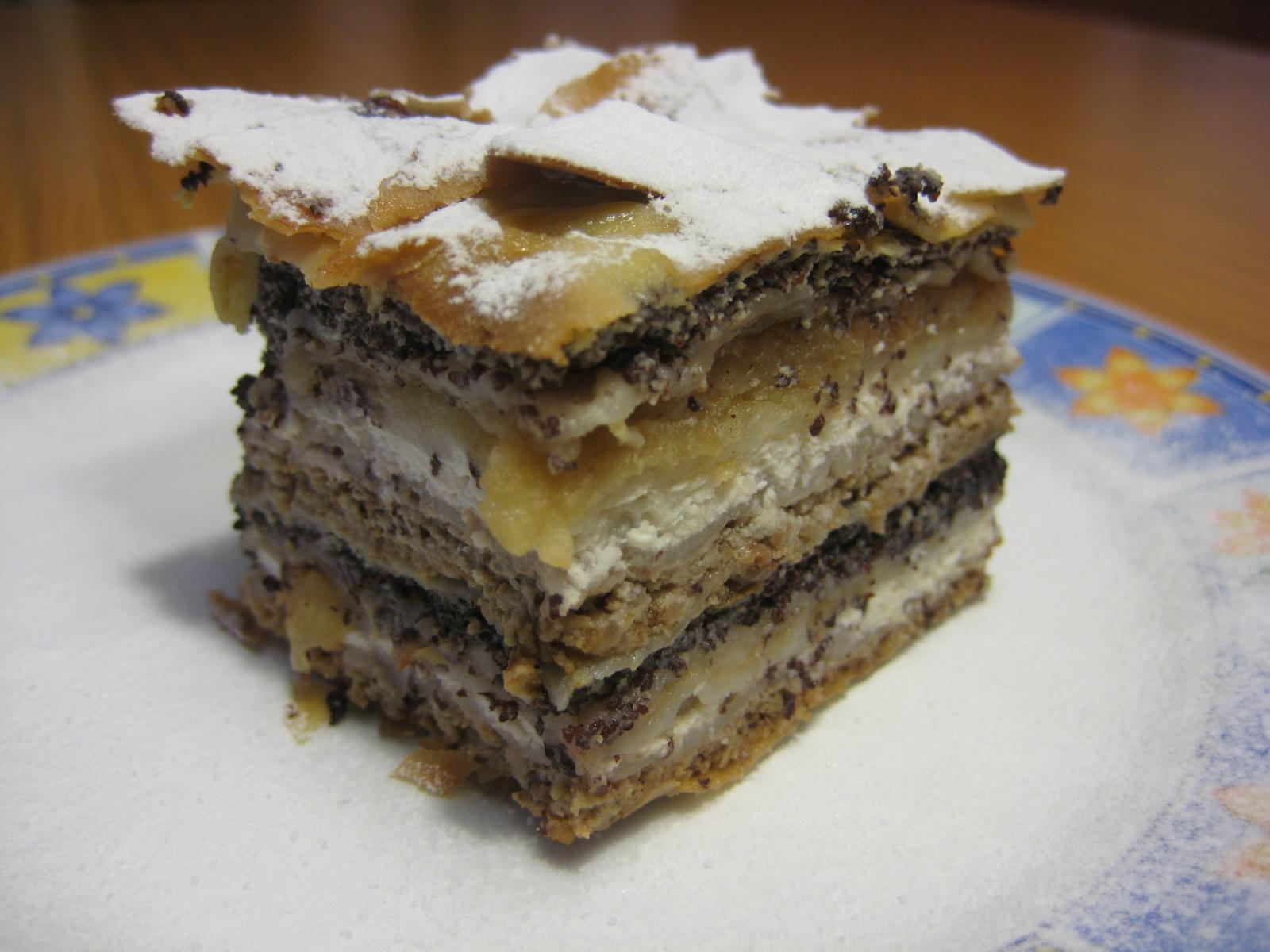
Prekmurska gibanica, variante eslovena

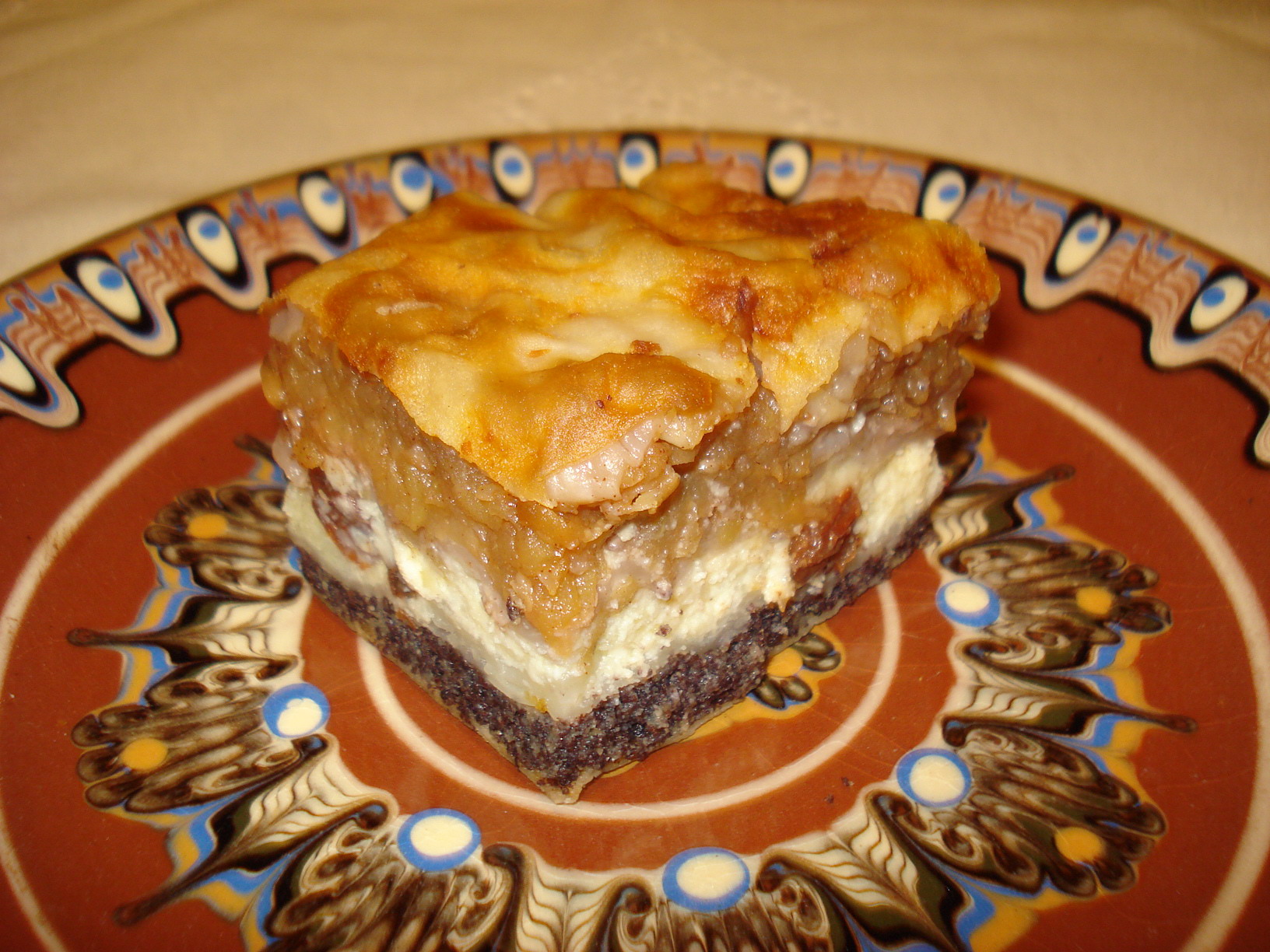
Međimurska gibanica, variante croata

Muitas variedades de gibanica e pratos relacionados podem ser encontrados nos Bálcãs; diferentes gibanicas são conhecidas como parte das culinárias nacionais da Bósnia e Herzegovina, Croácia, Sérvia, Macedônia do Norte, Eslovênia e Friuli-Venezia Giulia (Itália, onde é chamada de ghibanizza), Grécia e Bulgária, onde geralmente é chamada de Banitsa [en]. As receitas podem variar de doces a salgadas, e de bolos simples a festivos e elaborados com várias camadas. A chamada “chetnik gibanica” é a versão mais gordurosa e recebeu esse nome após a Segunda Guerra Mundial.
A partir da receita básica, muitas especialidades locais evoluíram. O Prekmurska gibanica [en], por exemplo, é um bolo “chique” de várias camadas de Prekmurje, na Eslovênia, servido como sobremesa em ocasiões festivas. A Međimurska gibanica [en], da região vizinha de Međimurje, na Croácia, é um prato intimamente relacionado, porém mais simples e menos “formal”, que consiste em quatro camadas de recheios (queijo quark fresco preparado), semente de papoula, maçã e nozes). Outra variedade de gibanica, chamada Prleška gibanica, é conhecida de Prlekija, a oeste do rio Mur.
O conceito básico da gibanica, um bolo ou torta que envolve uma combinação de massa com queijo em camadas diferenciadas, muitas vezes combinadas com camadas de vários outros recheios, é comum nas culinárias dos Bálcãs, da Anatólia e do Mediterrâneo Oriental. Por exemplo, um prato semelhante, conhecido como shabiyat (sh'abiyat, shaabiyat), faz parte da culinária da Síria e do Líbano. A gibanica também pode ser considerada semelhante a um tipo de strudel de queijo, com o qual provavelmente compartilha uma ancestralidade comum nos pratos de massa da região e nas culinárias dos impérios bizantino e otomano.

## Na cultura
A Gibanica é um dos pratos de confeitaria mais populares e reconhecíveis dos Bálcãs, seja servido em ocasiões festivas ou como um lanche familiar reconfortante. Na Sérvia, o prato é consumido como café da manhã, jantar, aperitivo e lanche, e é frequentemente consumido em eventos tradicionais como Natal, Páscoa e Slava. A maior Gibanica já feita foi na cidade de Mionica em 2007. Ela pesava mais de 1.000 kg e foi solicitada para inclusão no Guinness Book of Records. Cerca de 330 kg de massa filo, 330 kg de queijo, 3.300 ovos, 30 L de óleo, 110 L de água mineral, 50 kg de banha de porco e 500 pacotes de fermento em pó foram usados em sua criação. Na Eslovênia, Croácia e Sérvia, há festivais dedicados à gibanica. Um deles, chamado de festival Gibanica ou Dias de Banitsa, iniciou em 2005 e é realizado todos os anos em Bela Palanka. O festival esloveno de Prekmurska gibanica e presunto é realizado na região eslovena de Prekmurje, e o festival croata de gibanica é realizado em Igrišće, em Hrvatsko Zagorje [en].